# أبو منصور الدقيقي الطوسي
أبو منصور محمد بن أحمد الدقيقى من شعراء فرس القرن الرابع الهجري. يقول عوفى في لباب الألباب أنه كان في خدمة الأمراء الجغانيين ويروى أبياتا له في مدح الأمير أبى سعيد محمد بن المظفرابن محتاج الجغانى(المتوفى سنة 329). وكذلك يروى من مدائحه في الأمير السعيد منصور بن نوح السامانى(350- 365) والأمير الرضى نوح بن منصور (365- 387). ويقول صاحب تاريخ كزيده أنه كان معاصرا للأمير نوح بن منصور. ويؤخذ من ذلك أنه عاش إلى سنة 365، ويرى بعض المؤلفين أنه مات ما بين 367 و 370.
و يختلف الرواة في مولده بين طوس وبلخ وبخارى وسمرقند.و قد قتله أحد عبيده ليلا. ويرى بعض الكتاب، ومنهم الأستاذ نلدكه، أن الدقيقى كان على دين زردشت ويستدلون ببيتين رويا عنه، ويقول نلدكه أن بدءه بقصة زردشت وكشتسب حينما شرع ينظم أخبار الفرس.
و قد اقترن اسم الدقيقى باسم الفردوسى إذ كان السابق إلى نظم الشاهنامه فنظم ألف بيت ثم حالت المنية دون أمينة. وقد أدرج الفردوسى ما نظمه الدقيقى في الشاهنامه إجابة لرجاء الدقيقى في الرؤيا.
قُتل على يد غلامه بين سنتي 365 و370 هـ، وقيل توفي سنة 341 هـ.